# Руйиенская волость
Руийенская волость (латыш. Rūjienas pagasts) — бывшая территориальная единица в центральной части Валмиерского уезда Латвии. Находилась на северо-западе республики, в историческом регионе Видземе. 
Администрация волости до 1949 года была расположена в городе Руйиена. 
В 1940 году граничила с городом Руйиена, Тернейской , Ерской, Сельской и Идусской волостями своего уезда.

## История
10 сентября 1945 года на территории волости были образованы Руясский и Виркенский сельские советы. После упразднения Руйиенской волости 31 декабря 1949 года, они были включены в состав Руйиенского района.
В наши дни территория бывшей Руйиенской волости распределена между Вилпулкской и Ерской волостью Руйиенского края.